# Huntington Ingalls Industries
Huntington Ingalls Industries, Inc. (HII) är ett amerikanskt skeppsvarvsföretag inom försvarsindustrin. De är USA:s största leverantör av örlogsfartyg och enda företag som konstruerar och bygger amerikanska hangarfartyg. 70% av de nuvarande örlogsfartygen som tjänstgör i den amerikanska flottan är byggda av Huntington Ingalls och dess föregångare. De och General Dynamics dotterbolag General Dynamics Electric Boat har princip duopol rörande tillverkning av kärnkraftsdrivna ubåtar till landets flotta.
Företaget består bland annat av skeppsvarven Newport News Shipbuilding i Newport News i Virginia och Ingalls Shipbuilding i Pascagoula i Mississippi. Mellan 2011 och 2014 hade de även Avondale Shipyard i Bridge City i Louisiana.

## Historik
Huntington Ingalls har sitt ursprung från den 28 januari 2008 när Northrop Grumman Corporation, som var då världens största leverantör av örlogsfartyg, fusionerade sina dotterbolag Northrop Grumman Ship Systems och Northrop Grumman Newport News till ett enda med namnet Northrop Grumman Shipbuilding. Den 31 mars 2011 knoppade Northrop av dotterbolaget till att vara ett självständigt företag och fick sitt nuvarande namn.

## Produktgalleri
Ett urval av produkter som HII och dess föregångare har tillverkat.

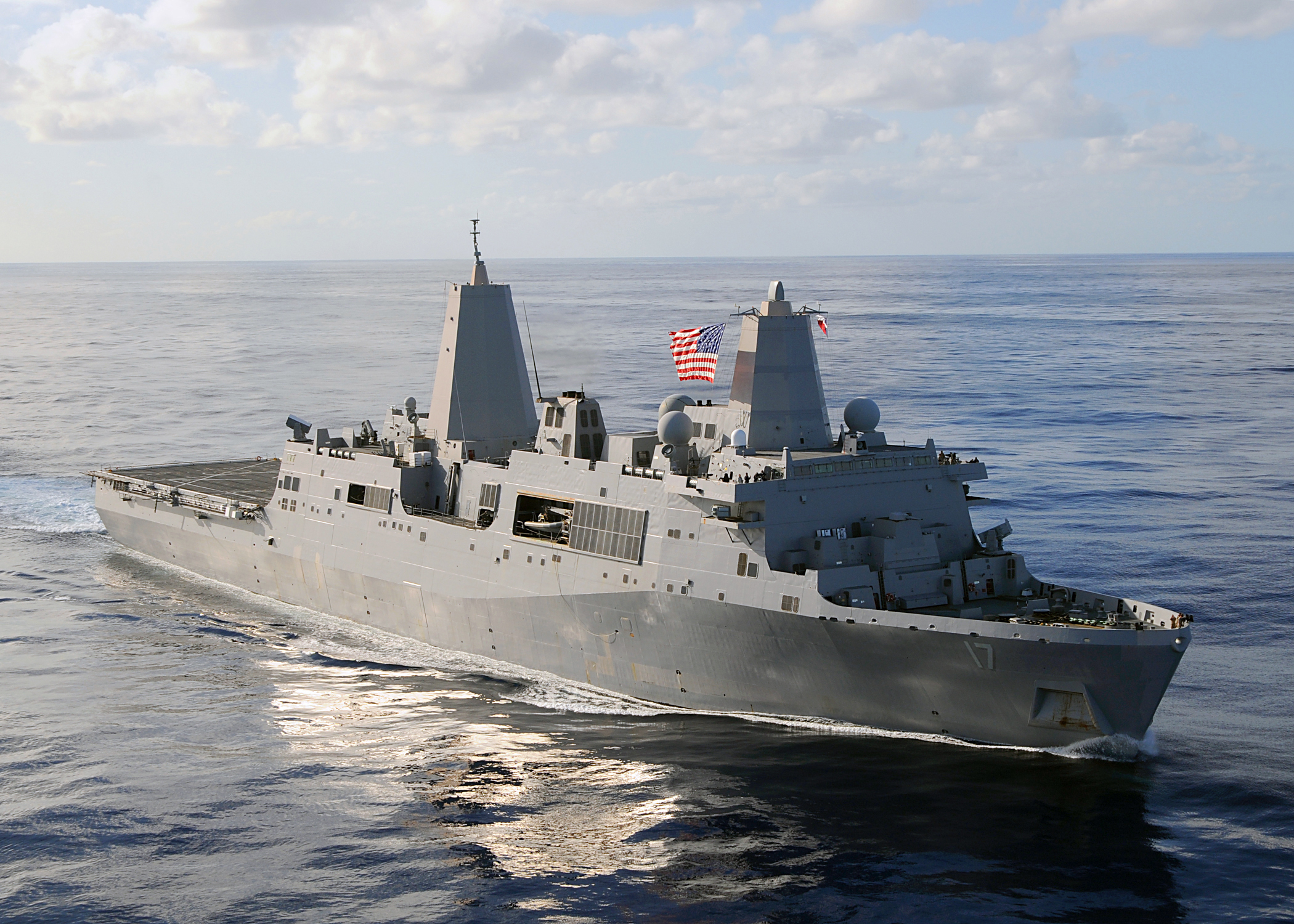
.
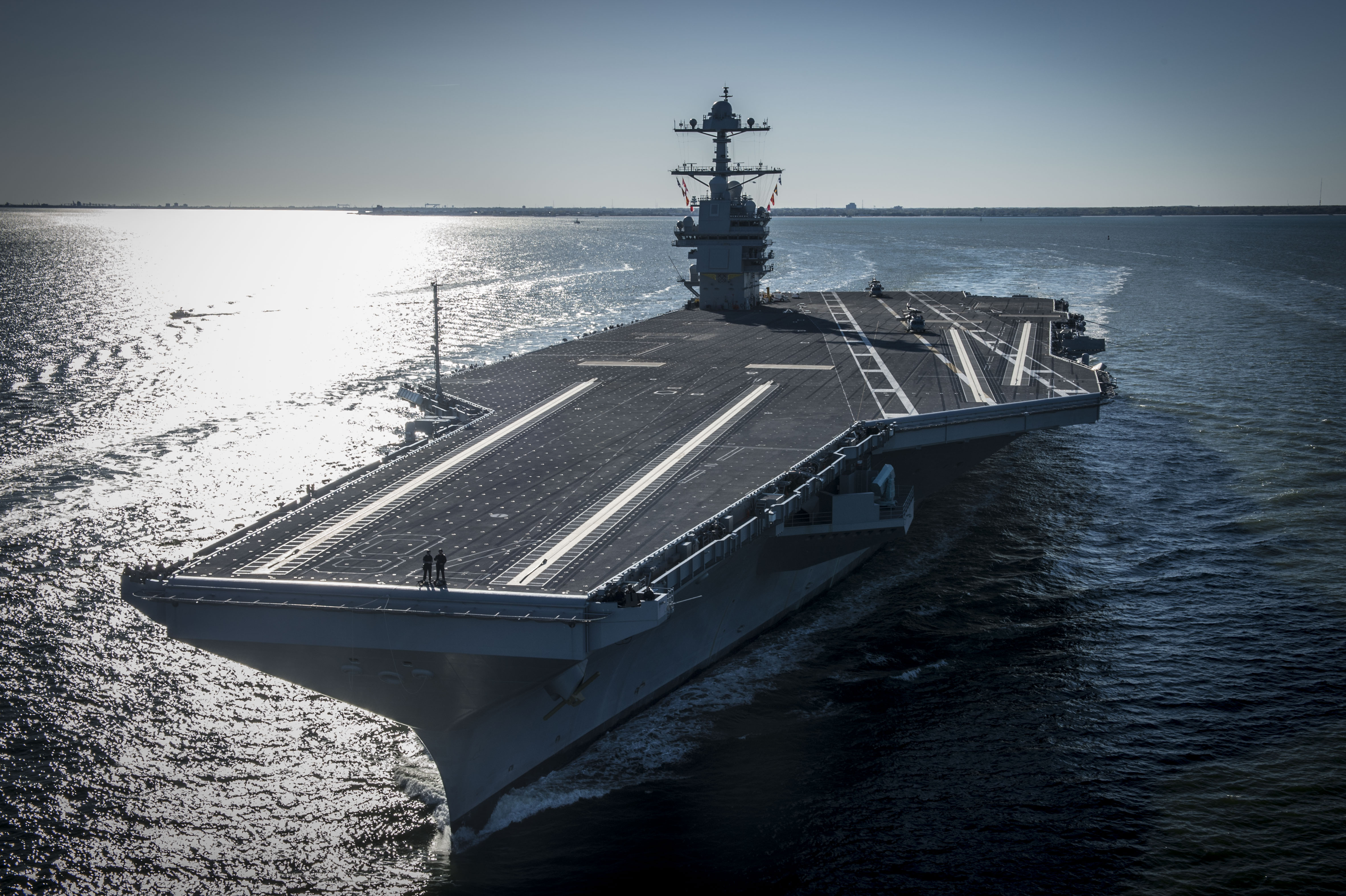
.
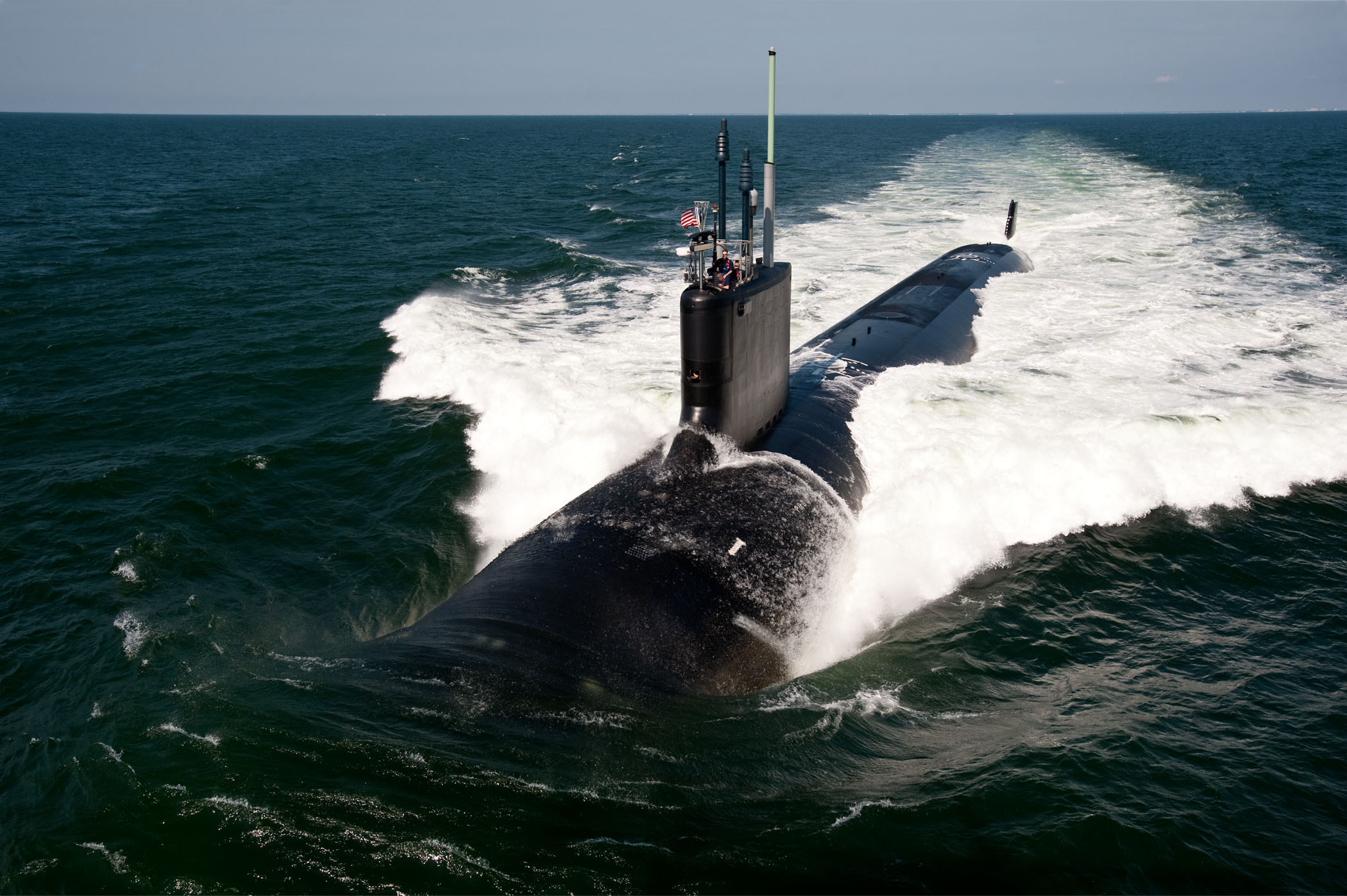
.
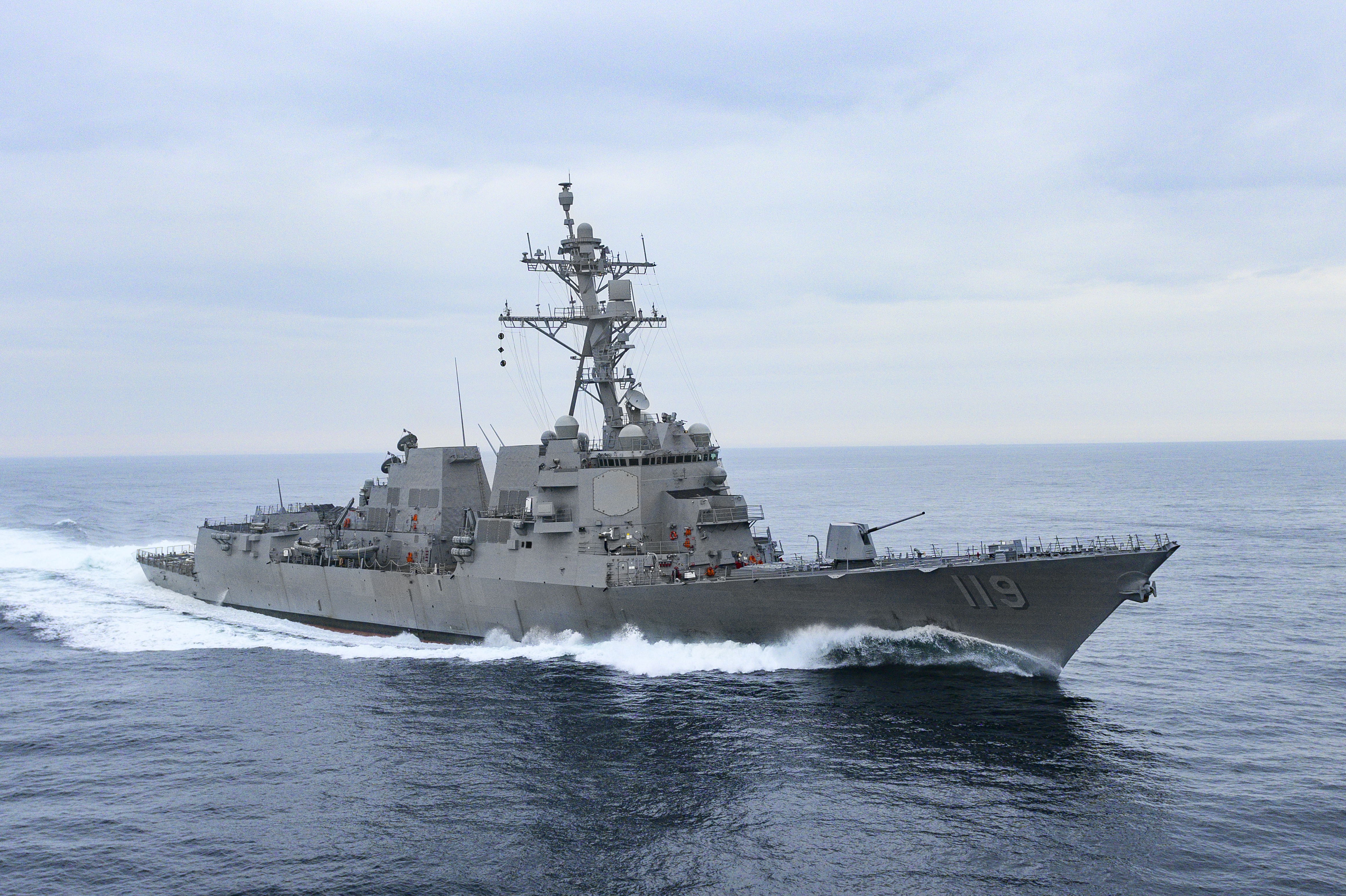
.

- USS San Antonio (LPD-17).
- USS Gerald R. Ford (CVN-78).
- USS California (SSN-781).
- USS Delbert D. Black (DDG-119).